# وادي بني هياش (الحيمة الداخلية)

تعديل مصدري - تعديل

وادي بني هياش هي إحدى قرى عزلة بني السياغ بمديرية الحيمة الداخلية التابعة لمحافظة صنعاء، بلغ تعداد سكانها 319 نسمة حسب تعداد اليمن لعام 2004.